# أورلاندو بيس
أورلاندو بيس (بالإنجليزية: Orlando Pace) (و. 1975  م) هو لاعب كرة قدم، ولاعب كرة قدم أمريكية أمريكي، ولد في ساندوسكي، أوهايو، مركز لعبه هو مهاجم اصطدامي ‏، ومصطدم ‏.

## التعليم
تعلم في جامعة ولاية أوهايو.

## جوائز
حصل على جوائز منها:
- جائزة لومباردي [الإنجليزية]‏ (1996)
- جائزة أوتلاند [الإنجليزية]‏ (1996)
- جائزة لومباردي [الإنجليزية]‏ (1995)
- قاعة مشاهير محترفي كرة القدم.

## وصلات خارجية
- أورلاندو بيس على موقع IMDb (الإنجليزية)
- أورلاندو بيس على موقع إي إس بي إن.كوم (أن.أف.أل)3
- أورلاندو بيس على موقع مرجع كرة القدم المحترفة.كوم (الإنجليزية)
- أورلاندو بيس في قاعدة بيانات الأفلام على الإنترنت